# 山柳菊叶糖芥
山柳菊叶糖芥（学名：Erysimum hieraciifolium），为十字花科糖芥属下的一个种。

## 扩展阅读
維基物種上的相關：山柳菊叶糖芥